# Daria Leonova
Pour les articles homonymes, voir Leonova.
Daria Mikhailovna Leonova (en russe : Дарья Михайловна Леонова), née le 21 mars 1829 à Vychni Volotchek, Empire russe, et morte le 6 février 1896  à Saint-Pétersbourg, est une cantatrice (contralto) russe qui chantait au théâtre Mariinsky (Saint-Pétersbourg) et au Bolchoï (Moscou).

## Biographie

### Famille
Daria Leonova est d'origine modeste, fille d'un serf, héros de la campagne de Russie de 1812.

### Formation artistique
Daria Leonova est formée à l'Institut théâtral de Saint-Pétersbourg et se produit ainsi sur la scène impériale dans le vaudeville et le chant.

### Carrière artistique
En 1852, elle fait ses débuts avec un grand succès dans le rôle de Vania pour l'opéra Une vie pour le tsar de Glinka au théâtre Mariinsky. Glinka continue de travailler avec la cantatrice par la suite.
En 1857-1858, Daria Leonova donne des concerts à l'étranger, notamment à Berlin et à Paris. Elle se produit dans de nombreuses villes allemandes, initiant son auditoire à la musique russe, en particulier les œuvres de Glinka. Elle se forme avec Meyerbeer et Aubert en parallèle de ses préparations pour concert. Tout en jouant divers opéras à Paris sous la direction d'Aubert, Leonova participe à deux soirées musicales. Faisant l'éloge de la chanteuse, les journaux l'ont qualifiée de «pur diamant russe», .
De retour en Russie en 1851, jusqu'en 1873, elle chante sur la scène impériale des deux capitales, interprétant un certain nombre de rôles : 
- Azucena pour le Il Trovatore de Verdi, l'un des plus grands chanteurs italiens du 19e siècle, Enrico Tamberlick, l'appelle« Reine Azuceni »,
- Spiridonovna dans La Puissance de l'ennemi de Serov,
- l'hôtesse de la taverne dans Boris Godounov de Moussorgski
- la princesse dans La Roussalka de Dargomyjski,
- Margaret dans William Ratcliff  de Cui
- Fides dans Le Prophète de Meyerbeer.

Elle se produit également dans le Lohengrin de Wagner
Elle joue dans des programmes de concerts avec des chansons folkloriques et des œuvres de compositeurs contemporains.
Quittant la scène de l'opéra en 1873, Daria Leonova part en tournée de concerts à travers la Sibérie, ainsi qu'à l'étranger - au Japon, en Chine et en Amérique du Nord (San Francisco et New York).  
Quelques extraits de La Khovanchtchina, alors inachevée, sont joués par Daria Leonova lors de concerts privés à Peterhof pendant l'été 1878. 
En 1879, elle entreprend une tournée de concerts à travers la Russie avec Moussorgski comme pianiste accompagnateur,. Le répertoire de la tournée du chanteur comprend de nombreuses compositions de la nouvelle école russe. Moussorgski remarque l'énorme «succès artistique» de ce voyage « Quelle personne extraordinaire! Énergie, pouvoir, profondeur fondamentale de sentiment - tout est inévitablement passionnant et fascinant ... Daria Mikhaïlovna avait l'air inhabituellement fraîche et forte, et elle ne se souciait pas de devenir une image... Honneur et gloire pour elle, elle tient fièrement la bannière de la comédie musicale dans l'art russe! ».

### Enseignement du chant
En 1880, Daria Leonova ouvre, avec la participation active de Moussorgski, des cours de musique à Saint-Pétersbourg. De 1888 à 1892, elle enseigne le chant à l'école de théâtre de Moscou et, en 1892, ouvre ses propres cours de musique à Moscou dont certains se produisent sur la scène impériale de Moscou.

## Œuvres
- Leonova DM Memories Artiste des théâtres impériaux DM Leonova // Bulletin historique, 1891. - V. 43. - № 1. - S. 120-144, numéro 2. - S. 326-351, numéro 3. - S. 632 -659, T. 44. - N ° 4. - S. 73-85. ; voir aussi: "Journal musical russe", 1896, n ° 3, 301-308.